# هوور (آلاباما)
هوور (به انگلیسی: Hoover) شهری در شهرستان جفرسون ایالت آلاباما است که مساحت آن ۱۲۴٫۸۶ کیلومتر مربع است و در سرشماری سال ۲۰۱۰ میلادی، ۸۱٬۶۱۹ نفر جمعیت داشته و تراکم جمعیتی آن، ۶۵۳٫۶۸ نفر در هر کیلومتر مربع بوده است.